# Bataille de Porédaka
annexion du Fouta Djallon par les français
La bataille de Porédaka le 13 novembre 1896, est un engagement mineur au cours duquel les troupes coloniales françaises en compagnie de Modi Oumarou Bademba et Alpha Ibrahima Fougouba battent de manière décisive les dernières forces de l'Almamy Bocar Biro Barry, dernier almamy du Fouta Djallon. À la suite de cette bataille, le Fouta Djallon est annexé à la Confédération sénégambienne. 

## Contexte
Le Fouta Djallon a été l'un des derniers États indépendants de la Sénégambie. En 1890, Bokar Biro a pris le pouvoir lors d'un coup d'État après avoir assassiné son frère et a commencé à placer des hommes qui lui étaient fidèles à des postes d'autorité. Une lutte de pouvoir en dents de scie a commencé, au cours de laquelle Bokar Biro a plus d'une fois perdu et repris le pouvoir. Les Français ont décidé d'intervenir et ont envoyé une petite force exigeant un traité avec des termes qui favorisaient leurs intérêts face aux Britanniques.  Bokar Biro a fait semblant de signer le traité, mais lorsque le document a été examiné à Saint Louis, il s'est avéré qu'au lieu de sa signature, Bokar Biro avait écrit Bismillah ("au nom de Dieu"). 

## Bataille
A la fin de la saison des pluies, fin 1896, les Français dépêchent des troupes du Sénégal, de la Guinée et du Soudan, troupes qui convergent vers le Fouta Djallon. Une colonne française a capturé Timbo le 3 novembre 1896. Bokar Biro n'a pas pu obtenir le soutien des chefs pour résister aux Français. Le 13 novembre 1896, Bokar Biro livra une bataille rangée dans la plaine de Porédaka. Il a été opposé par une force combinée de troupes françaises et fulbe dirigée par son frère Oumarou Bademba Barry. L'artillerie française a détruit son armée. Un poète qui a décrit la bataille a déclaré que Bokar Biro avait tenu parole. Il n'a pas fui les Français, mais a été tué par l'explosion du canon.  Le fils de Bokar Biro est décédé avec lui. 

## Résultats
Les Français ont installé un résident à Timbo. Ils ont reconnu l'indépendance d'Alpha Yaya, un chef qui les avait soutenus, et ont nommé Oumaru Bademba almany. Quelques mois plus tard, un traité de protectorat est signé et, en juin 1897, Ernest Noirot devient administrateur de l'État. Noirot s'est consacré à éliminer l'institution de l'esclavage.  Dans un premier temps, les Français ont maintenu le système de chefs en place, bien qu'ils aient éliminé tous ceux qui étaient hostiles. En 1904, les Français restructurent l'administration, supprimant le pouvoir des chefs. En 1905, ils arrêtent Alpha Yaya et le contraignent à s'exiler. 